# Regiunile Ungariei
Cele șapte regiuni statistice ale Ungariei au fost create în 1999. Se așteaptă ca acestea să înlocuiască diviziunea actuală în comitate. Regiunile corespund nivelului doi al Nomenclatorului Unităților Teritoriale pentru Statistică.
| Nume                  | Reședință      | Suprafață (km²) | Populație (2019) | Densitate (loc/km²) | Harta |
| --------------------- | -------------- | --------------- | ---------------- | ------------------- | ----- |
| Ungaria de Nord       | Miskolc        | 236,67          | 154.521          | 668,02              |       |
| Marea Câmpie de Nord  | Debrecen       | 461,666         | 201.432          | 436                 |       |
| Marea Câmpie de Sud   | Szeged         | 281             | 160.766          | 578,72              |       |
| Ungaria Centrală      | Budapesta      | 525,13          | 1.752.286        | 3447,02             |       |
| Transdanubia Centrală | Székesfehérvár | 170,89          | 96.940           | 574,68              |       |
| Transdanubia de Vest  | Győr           | 174,62          | 132.034          | 742                 |       |
| Transdanubia de Sud   | Pécs           | 162,77          | 142.873          | 892,96              |       |

## Euroregiuni
Anumite zone din Ungaria fac parte din diferite Euroregiuni:
- Euroregiunea Carpatică: Borsod-Abaúj-Zemplén, Szabolcs-Szatmár-Bereg, Hajdú-Bihar, Jász-Nagykun-Szolnok, Heves
- Euroregiunea Panoniană Vestică: Győr-Moson-Sopron, Comitatul Vas, Comitatul Zala
- Dunăre-Drava-Sava: Baranya
- Euroregiunea DKMT: Bács-Kiskun, Békés, Csongrád, Jász-Nagykun-Szolnok
- Euroregiunea Ister-Granum: Komárom-Esztergom, Nógrád